# العلاقات الليبيرية الناميبية
العلاقات الليبيرية الناميبية هي العلاقات الثنائية التي تجمع بين ليبيريا وناميبيا.

## مقارنة بين البلدين
هذه مقارنة عامة ومرجعية للدولتين:
| وجه المقارنة                                              | ليبيريا      | ناميبيا      |
| --------------------------------------------------------- | ------------ | ------------ |
| المساحة (كم2)                                             | 111.37 ألف   | 825.62 ألف   |
| عدد السكان (نسمة)                                         | 4.73 مليون   | 2.53 مليون   |
| الكثافة السكانية (ن./كم²)                                 | 42.47        | 3.06         |
| العاصمة                                                   | مونروفيا     | ويندهوك      |
| اللغة الرسمية                                             | لغة إنجليزية | لغة إنجليزية |
| العملة                                                    | دولار ليبيري | دولار ناميبي |
| الناتج المحلي الإجمالي (بليون دولار)                      | 2.16 مليار   | 13.24 مليار  |
| الناتج المحلي الإجمالي (تعادل القوة الشرائية) بليون دولار | 3.76 مليار   | 25.60 مليار  |
| الناتج المحلي الإجمالي الاسمي للفرد دولار أمريكي          | 455          | 4.67 ألف     |
| الناتج المحلي الإجمالي للفرد دولار أمريكي                 | 842          | 9.96 ألف     |
| مؤشر التنمية البشرية                                      | 0.430        | 0.628        |
| رمز المكالمات الدولي                                      | +231         | +264         |
| رمز الإنترنت                                              | .lr          | .na          |
| المنطقة الزمنية                                           | 00           | ت ع م+02:00  |

## منظمات دولية مشتركة
يشترك البلدان في عضوية مجموعة من المنظمات الدولية، منها:
| علم المنظمة | اسم المنظمة                                 | تاريخ انضمام ليبيريا | تاريخ انضمام ناميبيا |
| ----------- | ------------------------------------------- | -------------------- | -------------------- |
|             | البنك الإفريقي للتنمية                      | ?                    | ?                    |
|             | مؤسسة التمويل الدولية                       | 28 مارس 1962         | 25 سبتمبر 1990       |
|             | منظمة حظر الأسلحة الكيميائية                | ?                    | ?                    |
|             | الأمم المتحدة                               | 2 نوفمبر 1945        | 23 أبريل 1990        |
|             | الاتحاد الدولي للاتصالات                    | 10 أكتوبر 1927       | 25 يناير 1984        |
|             | منظمة الشرطة الجنائية الدولية               | ?                    | ?                    |
|             | البنك الدولي للإنشاء والتعمير               | 28 مارس 1962         | 25 سبتمبر 1990       |
|             | الاتحاد البريدي العالمي                     | ?                    | ?                    |
|             | مجموعة دول أفريقيا والكاريبي والمحيط الهادئ | ?                    | ?                    |
|             | وكالة ضمان الاستثمار متعدد الأطراف          | 12 أبريل 2007        | 25 سبتمبر 1990       |
|             | الاتحاد الأفريقي                            | ?                    | ?                    |
|             | يونسكو                                      | 6 مارس 1947          | 2 نوفمبر 1978        |

## وصلات خارجية
- موقع وزارة الخارجية الليبيرية